# ИФАБ
Међународни одбор фудбалских савеза (енгл. International Football Association Board), познат по свом акрониму ИФАБ (од енгл. IFAB), је међународно тело које одређује фудбалска правила. Ово тело се бави прихватањем или одбијањем правила свремена на време уведе и неко ново правило и допуњује већ постојећа правилиа која се примењују на фудбалским утакмицама.
Ово тело је основано 1886. од стране фудбалских савеза Уједињеног Краљевства. Примарни циљ је био да се успоставе јединствена правила за све државе Уједињеног Краљевства.
По оснивању, ФИФА је објавила да признаје сва фудбалска правила Ифаба, повећањем популарности фудбала за последицу је имало примање Фифе у чланство 1913. године.

1958. године промењен је систем гласања по којем ФИФА има четири представника, а државе Уједињеног Краљевства по једног. Све одлуке се доносе већином од најмање 6 гласова. 
 ИФАБ се састаје два пута годишње, један састанак је општег карактера на коме одлучује о правилима а други је финансијског типа. Четири недеље пре општег састанка свака чланица предаје своју листу предлога секретаријату земље која председава Ифабом.